# 교황 베네딕토 14세
교황 베네딕토 14세(라틴어: Benedictus PP. XIV, 이탈리아어: Papa Benedetto XIV)는 제247대 교황(재위: 1740년 8월 17일 - 1758년 5월 3일)이다. 세속명은 프로스페로 로렌초 람베르티니(이탈리아어: Prospero Lorenzo Lambertini)다.

## 생애
1675년 3월 31일 이탈리아의 볼로냐에서 태어났다. 가정교사로부터 기초 교육을 받은 다음 로마의 콜레지움 클레멘티움에서 4년간 공부한 후 로마 대학교에서 신학과 법학 분야에서 박사 학위를 받았다.
교황 인노첸시오 12세 치하에서 변호사로 공직을 시작하여 교황 클레멘스 11세와 교황 인노첸시오 13세 치하에서 일하였고 1701년부터 1727년까지 교황청의 기적 감별 업무를 담당하였다.
1727년 교황 베네딕토 13세에 의해 안코나의 대주교가 된 후 1728년 추기경에 임명되었다. 4년 후 볼로냐의 대주교로 전보되었다. 두 교구에서 그는 열성적으로 사목에 임하여 교구회의를 열어 교회의 쇄신에 주력하였고 잦은 성당 방문으로 쇄신의 정도를 점검하였다.
1740년의 콘클라베에서 장장 6개월이라는 긴 시일 끝에 교황으로 선출되었다. 이후 오스트리아 제국이 이탈리아를 침공하는 문제가 발생하였다. 베네딕토 14세는 중립을 선언하여 그 침입을 저지하였다. 1740년 베네딕토 14세는 사르데냐, 나폴리, 에스파냐와 새로이 협정을 맺었다.
베네딕토 14세는 교황령에 창고를 짓고 도로를 보수 확장하며 역사적인 유물들을 발굴하여 보존하게 하는 등 생활 조건과 문화재에 관심이 많았다. 또한 학원을 네 곳 설립하고 바티칸 도서관에 장서를 구입하였으며 로마 대학교를 발전시키고 로마에 기독교 고문서 박물관을 창설하였다. 베네딕토 14세의 명령으로 출판 사업이 활발해졌다.
1741년 베네딕토 14세는 십자가의 성 바오로가 창설한 예수 고난회(우리 주 예수 그리스도의 지극히 거룩한 십자가와 고난의 맨발 성직 수도회)의 개정회칙을 승인했다.
| 전임 클레멘스 12세 | 제247대 교황 1740년 8월 17일 - 1758년 5월 3일 | 후임 클레멘스 13세 |

## 같이 보기
- 카스트라토
- 교황 목록